# 内郷御台境町
内郷御台境町（うちごう みだいさかいまち）は、福島県いわき市の大字である。郵便番号は973-8409。

## 地理
いわき市中央部の内郷地区に属する。北で好間町下好間、北東で平、東で内郷小島町、南東で内郷御厩町、南で内郷高坂町、西で好間町中好間とそれぞれ隣接する。概ね町村制施行以前の磐前郡御台境村の流れを汲む地域である。二級水系夏井川水系新川左岸域の平野部と北西部に隣接する丘陵地を主な範囲とする。平野部に住宅地が広がり、西部の丘陵地には大規模な太陽光発電所が造成されている。東端部には当地域の名を冠した内郷御台境交差点が所在し、旧国道6号より旧国道49号が分岐する市内交通の要衝となっている。内郷御厩町内に所在するいわき中央警察署及び内郷綴町に所在する内郷消防署がそれぞれ管轄にあたる。

### 主な字
字
複数の字を持つが、「字」の表記はされない。
- 五反田
- 鶴巻
- 前田
- 自在町

- 新町前
- 坂下
- 六反田
- 御台

- 弁天原
- 高安場
- 鬼越

### 河川
- 新川（二級水系夏井川水系）

## 歴史
- 1879年1月27日 - 平藩領御台境村が福島県内における郡区町村制の施行により磐前郡の村となる[4]。
- 1889年4月1日 - 町村制の施行により御台境村が小島村、御厩村、高坂村、綴村、宮村、内町村、白水村と合併し、磐前郡内郷村が発足する。旧御台境村域は内郷村の大字となる[4]。
- 1896年4月1日 - 磐前郡と周辺郡との合併により石城郡が発足し、石城郡内郷村となる[4]。
- 1942年8月1日 - 内郷村が町制施行し、内郷町の大字となる[4]。
- 1954年7月10日 - 内郷町が市制施行し、内郷市の大字となる[4]。
- 1966年10月1日 - 内郷市が平市・磐城市・常磐市・勿来市、石城郡小川町・遠野町・四倉町・川前村・田人村・好間村・三和村、双葉郡久之浜町・大久村と合併しいわき市となり、いわき市内郷地区の大字となる[4]。

## 世帯数と人口
2023年10月31日現在の世帯数と人口は以下の通りである。
| 大字         | 世帯数   | 人口   |
| ------------ | -------- | ------ |
| 内郷御台境町 | 1081世帯 | 2183人 |

## 小・中学校の学区
市立小・中学校に通う場合、学区は以下の通りとなる。
| 番地           | 小学校                 | 中学校                   |
| -------------- | ---------------------- | ------------------------ |
| 下記を除く全域 | いわき市立御厩小学校   | いわき市立内郷第一中学校 |
| 新町前、立町   | いわき市立平第一小学校 | いわき市立平第一中学校   |

## 交通

### 鉄道
- JR常磐線

### 道路
- 国道49号平バイパス
  - 内郷高架橋
  - 御台境橋
- 福島県道20号いわき上三坂小野線（旧国道6号）
- 一級市道新町前磐堰線
- 一級市道前田鬼越線
- 市道御台境町北好間線（旧国道49号）

## 施設
- 福島日産自動車 いわき平店
- 福島スバル自動車 いわき店
- 新町前公園
- 一之矢神社
- 孝道山福島別院